# Esther-Maria von Coelln
Esther-Maria von Coelln, geb. Küstermann (* 24. Juni 1911 in Meiningen; † 29. April 1997 in München) war eine deutsche Regierungsbeamtin und CDU-Politikerin. Zunächst wirkte sie von 1947 bis 1949 in der Thüringer Landesregierung und ab 1950 kurzzeitig in der Weimarer Stadtverwaltung. Nach ihrer Flucht in die Bundesrepublik Deutschland arbeitete sie ab 1956 bis zu ihrer Pensionierung im Bundesministerium für gesamtdeutsche Fragen. Für die CDU saß sie von 1946 bis 1950 als Abgeordnete im Thüringer Landtag.

## Leben

### Jahre in der Zeit des Nationalsozialismus
Von Coelln wurde als Esther-Maria Küstermann als Tochter eines Offiziers in Meiningen geboren. Zunächst besuchte sie ein Lyzeum, anschließend das Oberlyzeum in Berlin-Friedenau. Ihr Schulbesuch wurde durch längere Auslandsaufenthalte unterbrochen, so dass sie erst 1931 im Alter von 20 Jahren ihr Abitur ablegte, welches sie mit Auszeichnung bestand. Nach ihrer Schulzeit war von Coelln zunächst als Hauslehrerin in der Familie des in Ascona lebenden ehemaligen Direktors der IG Farbenindustrie AG, Dr. chem. Kurt Oppenheim tätig. 1933 zog sie nach Berlin zurück, wo sie als Büroangestellte im Statistischen Reichsamt in Berlin arbeitete und ihren zukünftigen Mann Dr. jur. Carl-Günther von Coelln kennenlernte. Nach der Heirat im Dezember 1934 blieb von Coelln als Hausfrau zu Hause. Sie wurde Mutter von insgesamt fünf Kindern. Wegen der zunehmenden Kriegseinwirkungen wurde ihre Familie 1943 in die Gegend von Wriezen evakuiert. Im Februar 1945 flüchtete die Familie von Coelln vor der heranrückenden Roten Armee in die Heimat der Familie Küstermann ins thüringische Meiningen, welches im April 1945 zunächst von amerikanischen Truppen besetzt wurde.

### Parteikarriere in der sowjetischen Besatzungszone
In der Folge blieb sie zunächst Hausfrau und verdiente sich ein Zubrot als Sprachlehrerin. Politisch engagierte sich von Coelln zunächst im Frauenausschuss in Meiningen, ab 1946 gehörte sie darüber hinaus bis zum Mai 1947 auch dem Landesvorstand der Thüringer Frauenausschüsse an. Parteipolitisch fand von Coelln ihre Heimat in der neugegründeten CDU, in die sie am 15. November 1945 eintrat. Diese Partei vertrat sie zunächst im Meininger Ortsvorstand, 1946 auch in der Beratenden Landesversammlung Thüringens. Zu den ersten Landtagswahlen zum neuen Thüringer Landtag kandidierte von Coelln ebenfalls für die CDU und vertrat ihre Partei von 1946 bis 1950 als Abgeordnete in diesem Landesparlament. Im Frühjahr 1947 holte der im Februar 1947 im Thüringer Ministerium für Handel und Versorgung angestellte Ministerialdirektor Otto Schneider seine Parteifreundin von Coelln ins Ministerium, wo sie ab dem 1. April 1947 im damaligen Sitz des Ministeriums in Weimar arbeitete, zunächst als persönliche Referentin Schneiders. Beide CDU-Mitglieder waren ab Ende April 1947 auch in den CDU-Landesvorstand Thüringen gewählt worden. Nachdem Schneider im Juli 1947 mit gerade einmal 45 Jahren verstorben war, wechselte von Coelln das Ressort und wurde Pressereferentin des Ministeriums, ab Dezember 1947 als Regierungsrätin im Angestelltenverhältnis. Als im Sommer 1949 das Ministerium von Weimar nach Erfurt umzog, schied von Coelln auf eigenen Wunsch hin zum 31. August 1949 aus der Regierungsbehörde aus. Sie bewarb sich in der Stadtverwaltung Weimar um eine Stelle und wurde am 16. Dezember 1949 zur Dezernentin für Volksbildung der Stadt Weimar gewählt. Diese Stelle trat sie zum Neujahr 1950 an.

### Flucht und Neuanfang in der Bundesrepublik
Wegen des im Rahmen der Gleichschaltung zunehmenden politischen Drucks auf Funktionäre aus der CDU entschloss sich die Familie von Coelln, am 22. Mai 1950 über West-Berlin in die Bundesrepublik Deutschland zu fliehen. Ein Parteiausschluss aus der CDU in der DDR war die unweigerliche Folge, sie trat jedoch kurz nach der Flucht der Exil-CDU bei. In der Bundesrepublik fand man zunächst im sauerländischen Neheim-Hüsten Aufnahme, kurzzeitig wohnten die von Coellns in Neviges und Caldenhof um dann 1951 im rechtsrheinischen, damals noch Bonner Vorort Oberkassel zunächst sesshaft zu werden. Grund dafür war eine Anstellung von Esther-Maria von Coellns Mann im Bonner Bundeswirtschaftsministerium, wo er letztlich bis zum Ministerialrat aufstieg. 1956 zogen die von Coellns in den Ortsteil Godesberg-Villenviertel des damals noch eigenständigen, linksrheinischen Bonner Vororts Bad Godesberg. Nun nahm auch Frau von Coelln wieder eine Verwaltungstätigkeit auf. Sie wurde Mitarbeiterin des Bundesministeriums für gesamtdeutsche Fragen, aus dem sie 1976 im Range einer Regierungsrätin ausschied. In Bad Godesberg begann sich Frau von Coelln auch parteipolitisch wieder zu betätigen. Von 1961 bis 1969 war sie für die CDU-Stadtverordnete in Bad Godesberg und Mitglied des Kreistages Bonn-Land, zudem Vorsitzende des CDU-Ortsverbandes Bad Godesberg-Villenviertel. Nach der Eingemeindung von Bad Godesberg nach Bonn im Jahr 1969 war von Coelln noch bis 1974 CDU-Stadtverordnete in Bonn.

Nach ihrer Berufstätigkeit zogen die von Coellns zunächst in den Schwarzwald nach Gernsbach, wo ihr Mann 1979 verstarb. 1993 zog Esther-Maria von Coelln schließlich als Pensionärin in einen Wohnstift nach München, wo sie 1997 im Alter von 85 Jahren verstarb. Sie wurde auf dem Rüngsdorfer Friedhof in Bonn-Bad Godesberg beigesetzt.